# Scuba Diving International
Pour les articles homonymes, voir SDI.

La Scuba Diving International (SDI) est une agence de formation et de certification de plongée sous-marine. C'est la branche récréatif de Technical Diving International, la plus grande organisation de formation de plongeurs techniques au monde.
SDI fait partie du groupe ITI (avec TDI et ERDI) et est membre du RSTC USA, du RSTC Canada et du  the RSTC Europe,,.

## Histoire
SCUBA Diving International, lancé en 1999, est l'organisation sœur de Technical Diving International. Ainsi, SDI a été créée par des professionnels de plongée du domaine de la plongée technique. Cela donne à l'organisation une perspective que les autres organismes de certification de plongée récréative n'ont pas, qui enseigne la plongée récréative à travers la vision de la plongée technique expérimentée.

La philosophie de SDI est de mettre la plongée sous-marine récréative à de nouveaux niveaux, en améliorant les pratiques de plongée plus âgées - peut-être même dépassées - en intégrant de nouvelles techniques de plongée et en mettant l'accent sur la sécurité. Le programme d'études est mis en place pour prendre des plongeurs du niveau débutant au niveau de l'instructeur et les structures de ses cours autour d'une approche de cours de plongée et de cours spécialisés. Les plongeurs qui progressent dans les cours de plongée récréative de la SDI sont alors en mesure d'avancer à la plongée technique avec les cours offerts par Technical Diving International.

## Formation
Alors que TDI et ERDI (les deux sociétés sœurs de SDI) s'occupent respectivement des cours techniques de plongée et des cours d'urgence, SDI couvre l'aspect récréatif de la plongée en proposant les cours suivants:

SDI est la seule agence de formation de plongeur qui exige que les stagiaires aient accès à un ordinateur de plongée moderne sur toutes les plongées pendant la formation dès le début. 

SDI est également inhabituel parmi les organismes de formation de plongeurs récréatifs en ce sens qu'elle reconnaît la plongée en solo dans le cadre de la plongée récréative et offre un cours de formation spécial à ce sujet. La plupart des organismes de formation de plongeurs récréatifs recommandent la plongée avec un «copain» (binôme) en tout temps. SDI a été la première agence de formation de plongeur récréative à fournir la certification Solo Diver.

### Formations d'entrée
Ces cours sont destinés aux personnes intéressées à faire les premiers pas vers la plongée sous-marine :
- Future Buddies Program - Ce cours est conçu pour fournir aux enfants entre 8 et 9 ans une introduction à la plongée sous-marine dans un environnement contrôlé sous la supervision directe d'un instructeur. Une fois que le futur plongeur aura 10 ans, il pourra s'inscrire au cours SDI Junior Open Water Diver.
- Scuba Discovery Program - Un programme d'introduction à la plongée sous-marine, pour les personnes qui ne sont pas sûrs qu'ils veulent procéder avec un cours complet de plongée et de certification.
- Open Water Scuba Diver Course - Certification d'entrée de niveau pour la plongée sous-marine.
- Skin Diver Course - Un cours de plongée sous-marine.

### Formations de  spécialités
- Advanced Diver Development Program - L'objectif de ce programme est que le plongeur expérimente quatre spécialités différentes pour améliorer le niveau de confort et les compétences dans l'eau. Pour être qualifié de plongeur avancé, un minimum de 25 plongées enregistrées, qui peuvent inclure des plongées de formation, est nécessaire. Ces cours s'adressent à des plongeurs déjà certifiés, indépendamment de leur niveau de compétence, qui souhaitent approfondir leur connaissance d'un domaine d'intérêt spécifique [11]:

| - Advanced Adventure Diver - Advanced Buoyancy - Altitude Diver - Boat Diver - Computer Diver - Computer Nitrox Diver - CPROX Administrator Course | - CPR1st Administrator Course - Deep Diver - Diver Propulsion Vehicle - Drift Diver - Dry Suit Diver - Equipment Specialist - Inactive Diver Program | - Full Face Mask Diver Specialty - Ice Diver - Marine Ecosystems Awareness - Night- Limited Visibility Diver - Research Diver - Search and Recovery - Shore/Beach Diver | - Sidemount Diver - Underwater Hunter & Collector - Underwater Navigation - Underwater Photography - Underwater Video - Visual Inspection Procedures - Wreck Diver |

### Formations avancées
Ces cours s'adressent à des plongeurs déjà certifiés souhaitant progresser sur leur niveau de certification :
- Solo Diver Course - L'un des cours les plus populaires de SDI, le programme de plongeur solo enseigne aux plongeurs expérimentés comment plonger en toute sécurité indépendamment d'un binôme de plongée ou renforcer vos compétences d'équipe. Jusqu'à présent, ce cours n'est offert par aucun autre organisme de formation en plongée sous-marine.
- Rescue Diver Course -  Ce cours est conçu pour les plongeurs certifiés Advanced ou ayant 40 plongées enregistrées afin d'obtenir les connaissances et les compétences nécessaires pour effectuer des sauvetages, des sauvetages de binôme et pour aider et administrer les premiers secours nécessaires. (Ce n'est pas un cours pour les plongeurs de sauvetage professionnels, ces derniers sont offerts par ERDI, une société sœur de TDI et SDI)
- Master Scuba Diver Development Program - Cette certification est accordée aux plongeurs Rescue certifiés qui ont enregistré 50 plongées.

### Formations professionnelles
Les cours ci-dessous sont considérés comme des cours professionnels car ils impliquent la formation d'autres plongeurs:
- Divemaster Course
- Assistant Instructor Course
- Instructor Course
- Specialty Instructor
- Course Director Qualifications
- Instructor Trainer Qualifications
- Online Instructor Crossover System - Un programme pour les instructeurs qui sont en cours avec une autre agence de certification de plongée reconnue par Scuba Diving International (SDI).

### Certification EUF
En 2017, les systèmes de formation SDI et TDI ont renouvelé la certification CEN de l'organisme_de_certification_EUF.

## Affiliations
Scuba Diving International est la compagnie sœur de Technical Diving International, qui se concentre sur le côté technique de la plongée récréative, ainsi que Emergency Response Diving International, la branche de la compagnie pour la plongée de la Sécurité civile.